# Mazda CX-7
La Mazda CX-7 és un vehicle tipus mid size CUV fabricat a Hiroshima (Japó) des del 20 de febrer de 2006. Va fer acte de presència per primer cop al Los Angeles Auto Show del 2006 i va iniciar la seva comercialització per la primavera del 2006 com a model 2007. Es tracta del primer vehicle d'aquestes característiques des del cessament del Mazda Navajo l'any 1994.
La CX-7 rep una nova plataforma en comptes d'usar la CD3 que les CUV Mazda CX-9/Ford Edge/Lincoln MKX i el Mazda6. Utilitza la suspensió davantera de la Mazda MPV i la posterior de la Mazda5; molts dels components relatius al tren 4WD provenen del Mazdaspeed6, així com el seu motor turbo. Pot elegir-se en transmissió automàtica o manual de 6 velocitats. La CX-7 s'ubica per sobre de la Mazda Tribute però per davall de la Mazda CX-9.